# Will Liu
Will Liu (Chino simplificado: 刘畊宏; Chino tradicional: 劉畊宏; pinyin: Líu Gēnghóng; nacido el 7 de octubre de 1972) es un cantante y compositor taiwanés, quien se hizo conocer por primera vez en la escena musical con su primer álbum debut titulado "Caihong Tiantang" (彩虹天堂; "Rainbow Heaven"), además es muy amigo de otras estrellas famosas de Taiwán como Jay Chou y Alan Luo Zhi Xiang.
Liu también ha publicado otros álbumes titulados: "City of Angels" (天使之城), lanzado el 18 de mayo de 2007. En este álbum ha incluido 11 canciones "幸福的距离". Si bien algunas canciones habla sobre la personalidad del artista. También hizo su aparición en participando como actor en películas como "Initial D" (頭文字D, el 23 de junio de 2005), junto a Jay Chou. Otra película que participó también fue en Kung Fu Dunk.
En el plano personal Liu se convirtió al cristianismo, declarándose fiel o devoto por la religión que profesa y además asiste los domingos a una iglesia en Taipéi, además también en la iglesia que asistía ha interpretado canciones cristianas, con quienes participó con artistas como A-Mei, Jay Chou y F.I.R.